# Caribes de San Sebastián 2015 (pallavolo maschile)
Questa voce raccoglie le informazioni riguardanti i Caribes de San Sebastián nelle competizioni ufficiali della stagione 2015.

## Organigramma societario
Area direttiva
- Presidente: Miguel Orlando González

Area tecnica
- Primo allenatore: Gordon Mayforth

## Rosa
| N° | Nome             | Ruolo | Data di nascita   | Nazionalità sportiva |
| -- | ---------------- | ----- | ----------------- | -------------------- |
| 1  | José Rivera      | S     | 28 maggio 1977    | Porto Rico           |
| 2  | Rafael Negrón    | S     | 4 ottobre 1989    | Porto Rico           |
| 3  | Víctor Cosme     | L     | 8 novembre 1989   | Porto Rico           |
| 4  | Pedro Rosario    | S/O   | 18 maggio 1994    | Porto Rico           |
| 5  | Jeffrey Ptak     | S/O   | 11 novembre 1979  | Stati Uniti          |
| 6  | Abdriel Cardona  | S     | 20 aprile 1990    | Porto Rico           |
| 7  | Howard García    | P     | 8 febbraio 1994   | Porto Rico           |
| 8  | Iván Pérez       | S     | 13 febbraio 1985  | Porto Rico           |
| 9  | Ricardo Archilla | S     | 5 novembre 1991   | Porto Rico           |
| 10 | Edward Acevedo   | S/L   | -                 | Porto Rico           |
| 11 | Jessie Colón     | C     | 20 settembre 1984 | Porto Rico           |
| 12 | Fernando Morales | P     | 4 febbraio 1982   | Porto Rico           |
| 14 | Josean Rodríguez | C     | -                 | Porto Rico           |
| 15 | Steven Morales   | C/O   | 7 aprile 1992     | Porto Rico           |
| 16 | Noah Marrero     | S/O   | 7 novembre 1991   | Porto Rico           |
| 17 | Pedrito Sierra   | C     | 21 luglio 1989    | Porto Rico           |

## Mercato
| Acquisti | Acquisti         | Acquisti             | Acquisti      |
| R.       | Nome             | da                   | Modalità      |
| -------- | ---------------- | -------------------- | ------------- |
| S        | José Rivera      | Gigantes de Carolina | definitivo    |
| S        | Rafael Negrón    | inattivo             | definitivo    |
| L        | Víctor Cosme     | inattivo             | definitivo    |
| S/O      | Pedro Rosario    | inattivo             | definitivo    |
| S/O      | Jeffrey Ptak     | Busaiteen            | definitivo    |
| S        | Abdriel Cardona  | Patriotas de Lares   | definitivo    |
| P        | Howard García    | Gigantes de Carolina | fine prestito |
| S        | Ricardo Archilla | Patriotas de Lares   | fine prestito |
| S        | Edward Acevedo   | ?                    | definitivo    |
| C        | Jessie Colón     | Patriotas de Lares   | fine prestito |
| P        | Fernando Morales | Gigantes de Carolina | definitivo    |
| C        | Josean Rodríguez | ?                    | definitivo    |
| S/O      | Noah Marrero     | inattivo             | definitivo    |
| C        | Pedrito Sierra   | Cariduros de Fajardo | prestito      |
| S        | Iván Pérez       | Indios de Mayagüez   | definitivo    |
| C/O      | Steven Morales   | Patriotas de Lares   | fine prestito |

| Cessioni | Cessioni       | Cessioni              | Cessioni   |
| R.       | Nome           | a                     | Modalità   |
| -------- | -------------- | --------------------- | ---------- |
| C        | David Menéndez | Plataneros de Corozal | definitivo |
| S        | Juan Figueroa  | Gigantes de Carolina  | definitivo |

## Risultati

### LVSM

#### Regular season
| 1ª giornata - 21 agosto 2015 Coliseo Luis Aymat Cardona, San Sebastián     | Caribes de San Sebastián | 3 - 1 | Mets de Guaynabo         | 25-21, 27-25, 18-25, 25-16        |
| 2ª giornata - 23 agosto 2015 Coliseo Carmen Zoraida Figueroa, Corozal      | Plataneros de Corozal    | 3 - 2 | Caribes de San Sebastián | 25-23, 25-21, 18-25, 21-25, 15-10 |
| 3ª giornata - 25 agosto 2015 Palacio de Recreación y Deportes, Mayagüez    | Indios de Mayagüez       | 3 - 2 | Caribes de San Sebastián | 10-25, 21-25, 25-22, 25-21, 15-13 |
| 4ª giornata - 29 agosto 2015 Coliseo Luis Aymat Cardona, San Sebastián     | Caribes de San Sebastián | 3 - 1 | Capitanes de Arecibo     | 23-25, 25-23, 26-24, 25-22        |
| 5ª giornata - 4 settembre 2015 Coliseo Guillermo Angulo, Carolina          | Gigantes de Carolina     | 3 - 1 | Caribes de San Sebastián | 15-25, 25-23, 25-23, 25-21        |
| 6ª giornata - 6 settembre 2015 Coliseo Luis Aymat Cardona, San Sebastián   | Caribes de San Sebastián | 3 - 0 | Patriotas de Lares       | 25-21, 25-20, 25-23               |
| 7ª giornata - 11 settembre 2015 Coliseo Gelito Ortega, Naranjito           | Changos de Naranjito     | 1 - 3 | Caribes de San Sebastián | 26-28, 19-25, 25-21, 23-25        |
| 8ª giornata - 13 settembre 2015 Coliseo Luis Aymat Cardona, San Sebastián  | Caribes de San Sebastián | 3 - 1 | Changos de Naranjito     | 25-20, 21-25, 25-20, 25-18        |
| 9ª giornata - 17 settembre 2015 Coliseo Félix Méndez Acevedo, Lares        | Patriotas de Lares       | 1 - 3 | Caribes de San Sebastián | 18-25, 24-26, 25-20, 21-25        |
| 10ª giornata - 19 settembre 2015 Coliseo Luis Aymat Cardona, San Sebastián | Caribes de San Sebastián | 3 - 0 | Gigantes de Carolina     | 25-17, 25-22, 25-22               |
| 11ª giornata - 23 settembre 2015 Coliseo Manuel Iguina, Arecibo            | Capitanes de Arecibo     | 3 - 0 | Caribes de San Sebastián | 25-17, 25-21, 25-21               |
| 12ª giornata - 27 settembre 2015 Coliseo Luis Aymat Cardona, San Sebastián | Caribes de San Sebastián | 3 - 2 | Indios de Mayagüez       | 20-25, 25-20, 23-25, 25-23, 15-11 |
| 13ª giornata - 30 settembre 2015 Coliseo Mario Morales, Guaynabo           | Mets de Guaynabo         | 0 - 3 | Caribes de San Sebastián | 25-27, 19-25, 17-25               |
| 14ª giornata - 2 ottobre 2015 Coliseo Luis Aymat Cardona, San Sebastián    | Caribes de San Sebastián | 3 - 0 | Plataneros de Corozal    | 25-23, 25-19, 25-18               |
| 15ª giornata - 16 ottobre 2015 Coliseo Luis Aymat Cardona, San Sebastián   | Caribes de San Sebastián | 1 - 3 | Mets de Guaynabo         | 25-22, 17-25, 22-25, 18-25        |
| 16ª giornata - 18 ottobre 2015 Coliseo Carmen Zoraida Figueroa, Corozal    | Plataneros de Corozal    | 0 - 3 | Caribes de San Sebastián | 22-25, 23-25, 16-25               |
| 17ª giornata - 22 ottobre 2015 Palacio de Recreación y Deportes, Mayagüez  | Indios de Mayagüez       | 1 - 3 | Caribes de San Sebastián | 23-25, 25-27, 25-21, 16-25        |
| 18ª giornata - 29 ottobre 2015 Coliseo Guillermo Angulo, Carolina          | Gigantes de Carolina     | 1 - 3 | Caribes de San Sebastián | 25-22, 20-25, 20-25, 21-25        |
| 19ª giornata - 31 ottobre 2015 Coliseo Luis Aymat Cardona, San Sebastián   | Caribes de San Sebastián | 3 - 0 | Patriotas de Lares       | 25-23, 25-19, 25-21               |
| 20ª giornata - 5 novembre 2015 Coliseo Luis Aymat Cardona, San Sebastián   | Caribes de San Sebastián | 3 - 2 | Changos de Naranjito     | 21-25, 25-19, 32-30, 23-25, 15-10 |
| 21ª giornata - 7 novembre 2015 Coliseo Félix Méndez Acevedo, Lares         | Patriotas de Lares       | 0 - 3 | Caribes de San Sebastián | 21-25, 22-25, 15-25               |
| 22ª giornata - 9 novembre 2015 Coliseo Luis Aymat Cardona, San Sebastián   | Caribes de San Sebastián | 3 - 1 | Indios de Mayagüez       | 25-20, 25-18, 23-25, 25-23        |
| 23ª giornata - 11 novembre 2015 Coliseo Max Sánchez, Arroyo                | Capitanes de Arecibo     | 0 - 3 | Caribes de San Sebastián | 22-25, 21-25, 23-25               |
| 24ª giornata - 13 novembre 2015 Coliseo Luis Aymat Cardona, San Sebastián  | Caribes de San Sebastián | 3 - 1 | Capitanes de Arecibo     | 24-26, 25-21, 25-21, 25-23        |

#### Play-off
| Quarti di finale (gara 1) - 17 novembre 2015 Coliseo Luis Aymat Cardona, San Sebastián    | Caribes de San Sebastián | 3 - 1 | Plataneros de Corozal    | 19-25, 25-22, 25-23, 25-23        |
| Quarti di finale (gara 3) - 20 novembre 2015 Coliseo Luis Aymat Cardona, San Sebastián    | Caribes de San Sebastián | 0 - 3 | Capitanes de Arecibo     | 20-25, 24-26, 25-27               |
| Quarti di finale (gara 5) - 23 novembre 2015 Coliseo Carmen Zoraida Figueroa, Corozal     | Plataneros de Corozal    | 1 - 3 | Caribes de San Sebastián | 22-25, 22-25, 25-23, 21-25        |
| Quarti di finale (gara 6) - 24 novembre 2015 Coliseo Manuel Iguina, Arecibo               | Capitanes de Arecibo     | 3 - 1 | Caribes de San Sebastián | 21-25, 27-25, 25-20, 25-18        |
| Quarti di finale (spareggio) - 27 novembre 2015 Coliseo Luis Aymat Cardona, San Sebastián | Caribes de San Sebastián | 2 - 3 | Plataneros de Corozal    | 19-25, 25-14, 25-22, 21-25, 12-15 |

## Statistiche

### Statistiche di squadra
| Competizione | Punti | In casa | In casa | In casa | In trasferta | In trasferta | In trasferta | Totale | Totale | Totale |
| Competizione | Punti | G       | V       | P       | G            | V            | P            | G      | V      | P      |
| ------------ | ----- | ------- | ------- | ------- | ------------ | ------------ | ------------ | ------ | ------ | ------ |
| LVSM         | 57    | 15      | 12      | 3       | 14           | 9            | 5            | 29     | 21     | 8      |
| Totale       | -     | 15      | 12      | 3       | 14           | 9            | 5            | 29     | 21     | 8      |

G = partite giocate; V = partite vinte; P = partite perse